# Penteu
Penteu, na mitologia grega, foi um semideus, rei de Tebas, neto da deusa Harmonia e trineto de Ares (ou Hefesto). Era filho de Equionte e Agave. Esta, por sua vez, era filha de Cadmo e Harmonia. 

## Família
Penteu era filho de Equionte e Agave. Seu pai era um dos semeados (spartoi). Depois que Cadmo matou o dragão de Ares, semeou os dentes deste na terra. Como colheita, nasceram soldados totalmente armados, que lutaram até a morte, até sobrarem apenas cinco. Equionte, um deles, ordenou que parassem de lutar.
Os nomes destes semeados (espartos) eram Equionte, Udeu, Ctônio, Hiperenor e Peloro. Para agradar Ares, Cadmo serviu um ano (equivalente a oito dos anos atuais) a Ares, e depois disso casou-se com Harmonia, a filha da união de Ares com Afrodite.
Tiveram quatro filhas, Autônoe, Ino, Sêmele, Agave e um filho, Polidoro. Dionísio era seu parente, sendo filho de Zeus e Sêmele.

## Morte
Penteu foi morto pelo deus Dionísio (ou Baco, seu equivalente romano). Este incitou as suas tias a matarem o rei, confundindo-o com um javali, pois ele não respeitava os cultos do deus. Mais tarde, foi ressuscitado por Dionísio. O episódio é descrito na peça "As Bacantes" de Eurípedes. 
Apesar de ter sido ressuscitado, os parentes de sua linhagem não tiveram a mesma sorte: Sêmele (filha de Cadmo e mãe de Dionísio), sua tia, por ter sido amante de Zeus, foi perseguida até a morte pela deusa Hera. 
O próprio Baco, por ser fruto dessa relação e pelos ciúmes da deusa enfurecida, chegou a ficar louco quando ainda era um semideus, porém mortal. Ino, sua tia, casada com o rei Atamas, enlouquecido pela deusa Hera, em virtude de terem acolhido o jovem Baco, viu seu marido matar o filho recém-nascido atirando-o contra a parede. 
Para fugir da sua ira, atirou-se ao mar com seu filho mais velho, Melicerces, nos braços. 
Os deuses, então, transformaram-nos em duas divindades marinhas, que protegem contra os naufrágios: Leucotéia e Palemon. 
Seu primo, o herói Actéon, foi morto por seus próprios cães de caça, após ser transformado em um cervo por ver a deusa Ártemis (ou Diana, sua equivalente romana) desnuda.